# Fonsorbes
Fonsorbes is een gemeente in het Franse departement Haute-Garonne (regio Occitanie). De plaats maakt deel uit van het arrondissement Muret. Fonsorbes telde op 1 januari 2022 13.048 inwoners.

## Geografie
De oppervlakte van Fonsorbes bedroeg op 1 januari 2022 19,03 vierkante kilometer; de bevolkingsdichtheid was toen 685,7 inwoners per km².

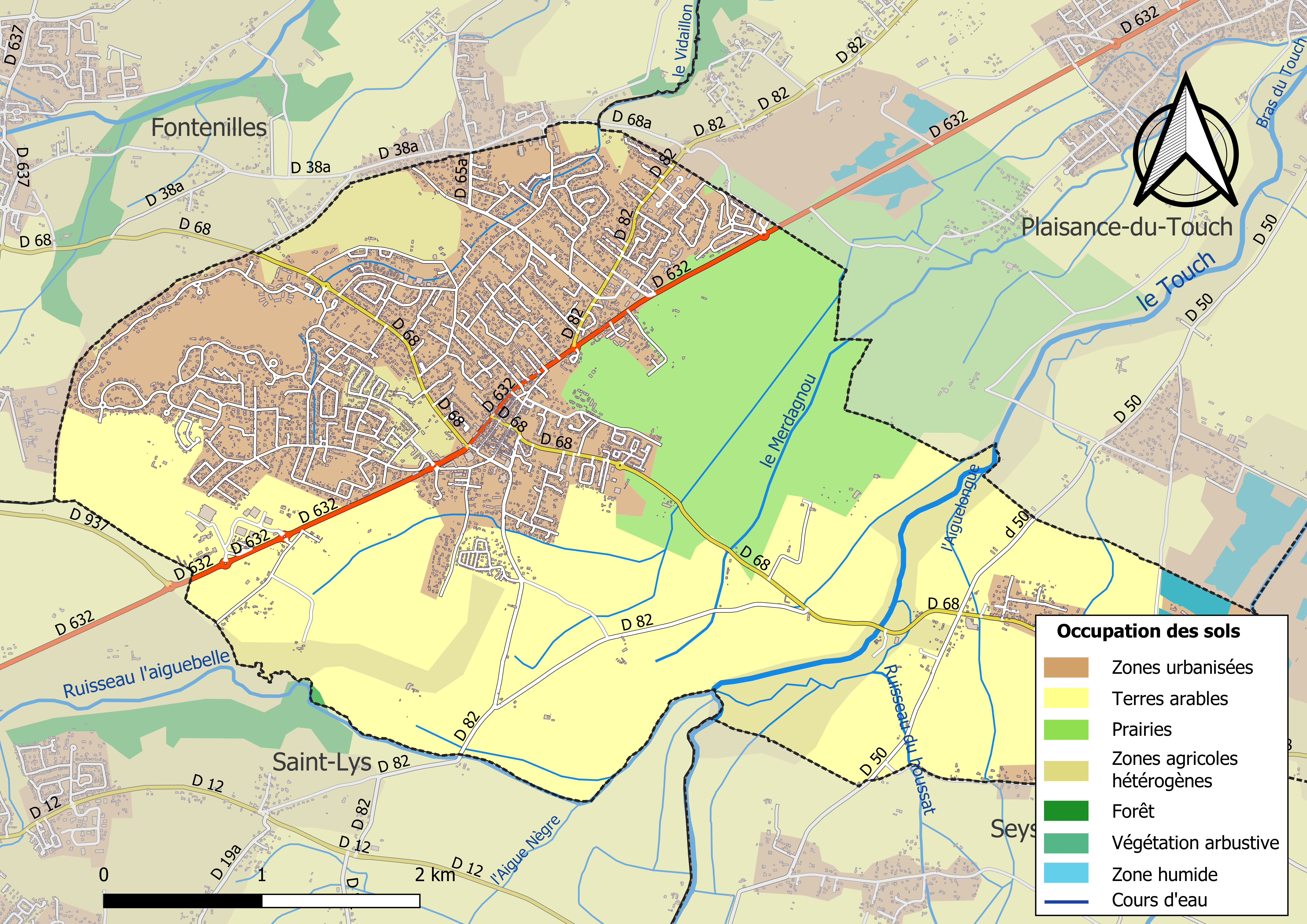
Kaart van de gemeente met belangrijkste infrastructuur, bodemgebruik en omliggende gemeenten

## Demografie
Onderstaande figuur toont het verloop van het inwonertal (bron: INSEE-tellingen).